# Superpuchar Bułgarii w piłce siatkowej mężczyzn (2023)
Superpuchar Bułgarii w piłce siatkowej mężczyzn 2023 (oficjalnie Money+ Волейболна Суперкупа на България 2023) – ósma edycja rozgrywek o siatkarski Superpuchar Bułgarii zorganizowana przez stowarzyszenie Nacionalna Wolejbolna Liga (Национална Волейболна Лига, NVL), rozegrana w dniach 14-15 października 2023 roku w hali sportowej "Mładost" w Burgasie.
Po raz pierwszy turniej odbył się w formule pucharowej. Wzięły w nim udział cztery najlepsze zespoły w sezonie 2022/2023: mistrz Bułgarii – Neftochimik 2010 Burgas, wicemistrz i zdobywca Pucharu Bułgarii – Chebyr Pazardżik, finalista Pucharu Bułgarii – Deja sport Burgas oraz drużyna, która zajęła 2. miejsce w fazie zasadniczej mistrzostw Bułgarii – Lewski Sofia. Rozgrywki składały się z półfinałów i finału.
Półfinałowe pary wyłonione zostały w drodze losowania. W pierwszym półfinale Chebyr Pazardżik pokonał w trzech setach Deja sport Burgas, natomiast w drugim Lewski Sofia zwyciężył z Neftochimikiem 2010 Burgas również w trzech setach.
Po raz pierwszy zdobywcą Superpucharu Bułgarii został Lewski Sofia, który w finale pokonał Chebyra Pazardżik. Najlepszym zawodnikiem spotkania (MVP) wybrany został Wenisław Antow, nagrodę publiczności otrzymał natomiast Aleksandyr Kyndew.
Sponsorem tytularnym rozgrywek była przedsiębiorstwo finansowe Money+.

## Drużyny uczestniczące
| Drużyna                 | Osiągnięcia w sezonie 2022/2023             |
| ----------------------- | ------------------------------------------- |
| Neftochimik 2010 Burgas | mistrzostwo Bułgarii                        |
| Chebyr Pazardżik        | zdobycie Pucharu i wicemistrzostwo Bułgarii |
| Deja sport Burgas       | finał Pucharu Bułgarii                      |
| Lewski Sofia            | 3. miejsce w mistrzostwach Bułgarii         |
| Źródło:                 |                                             |

## Drabinka
|  |                         |                         |              |              |   |                  |                  |       |
|  | Półfinały               | Półfinały               | Półfinały    |              |   | Finał            | Finał            | Finał |
|  | Półfinały               | Półfinały               | Półfinały    |              |   | Finał            | Finał            | Finał |
|  |                         |                         |              |              |   |                  |                  |       |
|  |                         |                         |              |              |   |                  |                  |       |
|  | Chebyr Pazardżik        | Chebyr Pazardżik        | 3            |              |   |                  |                  |       |
|  | Chebyr Pazardżik        | Chebyr Pazardżik        | 3            |              |   |                  |                  |       |
|  | Deja sport Burgas       | Deja sport Burgas       | 0            |              |   |                  |                  |       |
|  | Deja sport Burgas       | Deja sport Burgas       | 0            |              |   | Chebyr Pazardżik | Chebyr Pazardżik | 2     |
|  |                         |                         |              |              |   | Chebyr Pazardżik | Chebyr Pazardżik | 2     |
|  |                         |                         | Lewski Sofia | Lewski Sofia | 3 |                  |                  |       |
|  | Neftochimik 2010 Burgas | Neftochimik 2010 Burgas | Lewski Sofia | Lewski Sofia | 3 | 0                |                  |       |
|  | Neftochimik 2010 Burgas | Neftochimik 2010 Burgas |              |              |   |                  |                  |       |
|  | Lewski Sofia            | Lewski Sofia            | 3            |              |   |                  |                  |       |
|  | Lewski Sofia            | Lewski Sofia            | 3            |              |   |                  |                  |       |
|  |                         |                         |              |              |   |                  |                  |       |

## Rozgrywki

### Półfinały
| 14.10.2023 16:30 (UTC+3) | Chebyr Pazardżik | 3:0 (25:18, 25:19, 25:20) raport | Deja sport Burgas | Hala sportowa "Mładost", Burgas Widzów: 450 Sędziowie: Dobromir Dobrew i Wanja Pyrwanowa |

| 14.10.2023 19:30 (UTC+3) | Neftochimik 2010 Burgas | 0:3 (19:25, 22:25, 19:25) raport | Lewski Sofia | Hala sportowa "Mładost", Burgas Widzów: 500 Sędziowie: Simeon Iwanow i Ljubomir Sirakow |

### Finał
| 15.10.2023 19:30 (UTC+3) | Chebyr Pazardżik | 2:3 (28:30, 22:25, 25:17, 25:23, 13:15) raport | Lewski Sofia | Hala sportowa "Mładost", Burgas Widzów: 500 Sędziowie: Iwajło Iwanow i Martin Janakiew |